# Attachmate
Attachmate Group é uma empresa de software localizada na cidade de Bellevue, Estados Unidos. Em 2014, se tornou uma subsidiária da Micro Focus, com a compra do Attachmate Group.